# 城塚翡翠シリーズ
城塚翡翠シリーズ（じょうづかひすいシリーズ）は、相沢沙呼による日本の推理小説のシリーズである。講談社より2019年9月から刊行されている。装画は遠田志帆が手掛けている。

## 概要
著作である青春小説『小説の神様』の映画化が決定したとき、代表作がミステリではなくなってしまうことを危惧した相沢は、当時「マツリカ」シリーズ第3作の『マツリカ・マトリョシカ』が第18回本格ミステリ大賞の候補作に選ばれたこともあって、自分なりの本格ミステリを書こうと決意する。デビュー作から日常の謎と呼ばれるジャンルを扱ってきたが、今こそ殺人事件を書くときかもしれないと思い、『medium 霊媒探偵城塚翡翠』を書きあげた。『medium 霊媒探偵城塚翡翠』は第20回本格ミステリ大賞受賞などミステリランキング5冠を獲得し、高い評価を得た。
『medium 霊媒探偵城塚翡翠』を書く以前、相沢は城塚翡翠をクローズド・サークルなどの本格ミステリの舞台で活躍する探偵か、『古畑任三郎』のような倒叙ものの探偵にしようと考えていた。シリーズ第2作ではクローズド・サークルの長編のプロットを組み立てていたが、担当編集者から「なるべく早く続編を」と急かされ、読者の熱が冷めないうちに応えたいという思いもあり、長編よりも書くのに時間がかからない中編を集めた『invert 城塚翡翠倒叙集』が完成した。

## シリーズ一覧
medium 霊媒探偵城塚翡翠
- 単行本：2019年9月10日発行（2019年9月12日発売）、講談社、ISBN 978-4-06-517094-6
- 文庫本：2021年9月15日発行（同日発売）、講談社文庫、ISBN 978-4-06-524971-0

invert 城塚翡翠倒叙集
- 単行本：2021年7月5日発行（2021年7月7日発売）、講談社、ISBN 978-4-06-523732-8
- 文庫本：2023年11月15日発行（同日発売）、講談社文庫、ISBN 978-4-06-533789-9

| タイトル           | 初出                    |
| ------------------ | ----------------------- |
| 雲上の晴れ間       | 書き下ろし              |
| 泡沫の審判         | 『小説現代』2021年1月号 |
| 信用ならない目撃者 | 書き下ろし              |
invert II 覗き窓の死角
- 単行本：2022年9月12日発行（2022年9月14日発売）、講談社、ISBN 978-4-06-528638-8

| タイトル     | 初出                    |
| ------------ | ----------------------- |
| 生者の言伝   | 『小説現代』2021年9月号 |
| 覗き窓の死角 | 書き下ろし              |

### 単行本未収録作品
- ギガくらりの殺人
  - 『紙魚の手帖』vol.05 JUNE 2022（2022年6月10日発行、東京創元社、ISBN 978-4-488-03110-7）掲載
- 春の佩帯
  - 『小説現代』2022年10月号（2022年9月22日発売、講談社）掲載

## オーディオブック

### audiobook.jp版
オトバンクが運営する「audiobook.jp」により音声化されている。シリーズ第1作『medium 霊媒探偵城塚翡翠』が2020年9月28日、第2作『invert 城塚翡翠倒叙集』が2022年6月21日、第3作『Invert II 覗き窓の死角』が2023年11月15日に配信された。

## 漫画
清原紘の作画で、シリーズ第1作『medium 霊媒探偵城塚翡翠』が漫画化された。

## テレビドラマ
『霊媒探偵・城塚翡翠』（れいばいたんてい じょうづかひすい）のタイトルで、2022年10月16日から11月13日まで日本テレビ系「日曜ドラマ」枠で放送された。主演は清原果耶。原作はシリーズ第1作『medium 霊媒探偵城塚翡翠』。
『invert 城塚翡翠 倒叙集』(インヴァート じょうづかひすい とうじょしゅう）のタイトルで、2022年11月20日から12月25日まで日本テレビ系「日曜ドラマ」枠で放送された。原作はシリーズ第2作『invert 城塚翡翠倒叙集』及び、第3作『invert II 覗き窓の死角』。